# Université de Wollongong
L'université de Wollongong (en anglais : University of Wollongong, UOW) est  une grande université d'Australie avec environ 22 000 étudiants. C'est une université publique dont le campus est situé dans la ville de Wollongong en Nouvelle-Galles du Sud à environ 80 km au sud de Sydney.

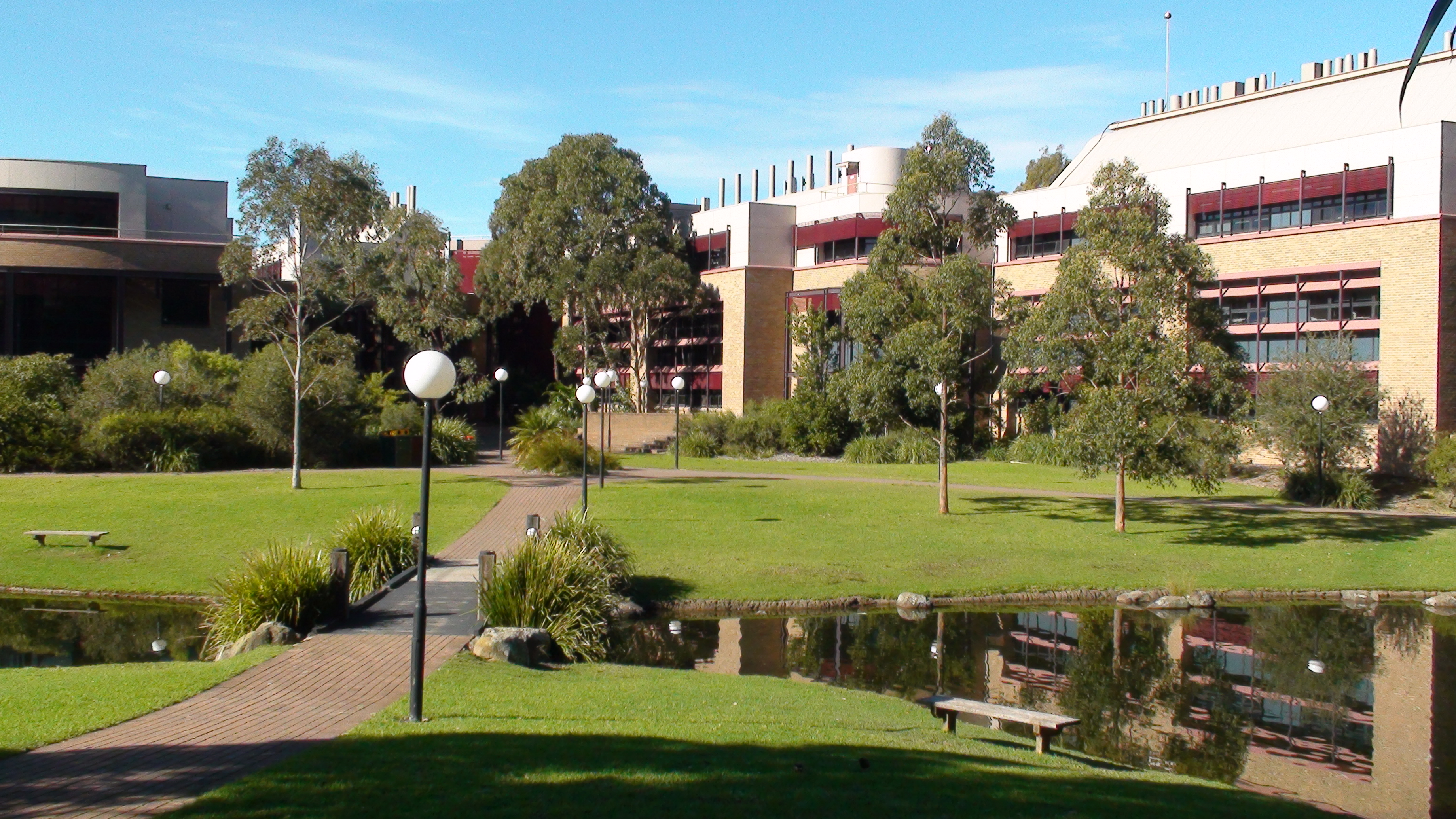
La faculté des sciences sur le campus de Wollongong.

## Campus
L'université est installée sur huit sites:
- Campus de
  - Wollongong
  - Shoalhaven, à Nowra Ouest

- Centres d'enseignement de :
  - Batemans Bay
  - Bega
  - Loftus un quartier au sud de Sydney
  - Moss Vale (ce centre a ouvert un nouveau bâtiment conçu par l'architecte australien Glenn Murcutt en mai 2007[2])

- Autres sites
  - Innovation Campus (iC), Wollongong
  - Sydney Business School, Sydney

L'université de Wollongong à Dubaï (UOWD), Dubai Knowledge Village (en), aux Émirats arabes unis porte le même nom mais est complètement indépendante.

## Facultés
L'université a neuf facultés : Lettres ; Commerce ; Arts ; Enseignement ; Sciences de l'ingénieur ; Santé et sciences du comportement ; Informatique ; Droit et Sciences. L'université dirige aussi deux écoles indépendantes : la Sydney Business School et la Graduate School of Medicine.

## Étudiants célèbres
- Kat Hoyos, actrice et chanteuse
- Ngamta Thamwattana, mathématicienne
- Peter Waieng (1966-2013), ministre de la Défense de Papouasie-Nouvelle-Guinée
- Zaiping Guo, ingénieure en matériaux pour les énergies propres et professeur d'université